# Dali (Stadt)
Dali (chinesisch 大理市, Pinyin Dàlǐ Shì) ist die Hauptstadt des autonomen Bezirks Dali der Bai in der südwestchinesischen Provinz Yunnan.
Als kreisfreie Stadt setzt Dali sich praktisch aus zwei unterschiedlichen Städten zusammen: Dem alten Dali, der Hauptstadt der alten Reiche Nanzhao bzw. Dali, und dem neuen Xiaguan, oft auch „Neu-Dali“ genannt. Die nahe der Altstadt gelegenen „Drei Pagoden“ bilden ein Wahrzeichen von Dali. Die Stadt Dali hat eine Fläche von 1738,6052 km² und 771.128 Einwohner (Volkszählung 2020). Ende 2004 lag die Bevölkerungszahl bei ca. 590.000 Einwohnern; im Jahre 2008 bei 603.500. Davon gehören 67 % der Bai-Nationalität an.

## Geographie
Das Verwaltungsgebiet von Dali erstreckt sich rund um den in Nord-Süd-Richtung etwa 40,5 Kilometer langen und in Ost-West-Richtung zwischen 3 und 9 Kilometer breiten Erhai-See, der mit einer Fläche von 252,8127 km² einen Anteil von 14,54 % an der Gesamtfläche ausmacht. Das alte und das neue Zentrum liegen am westlichen bzw. südlichen Ufer des Erhai unweit des sich parallel zum Erhai-See über eine Länge von 40 km erstreckenden Cangshan-Gebirges. Von den 1738,6052 Quadratkilometern Stadtgebietsfläche sind 1240,8912 Quadratkilometer (71,37 %) Bergland. Die Höhe im Stadtgebiet variiert erheblich. Der höchste Punkt ist der 4097 Meter hohe Yuju-Gipfel (玉局峰, ) des Cangshan-Gebirges und der mit 1340 Metern niedrigste liegt im Flusstal des Xi’er-Flusses, des einzigen Abflusses des Erhai-Sees.

## Geschichte
Aufgrund seiner reichen Geschichte und Kultur gehört Dali heute zu den 24 kulturhistorisch bedeutsamsten Städten Chinas.
Dali hat eine mehr als 3000-jährige Geschichte. Bereits im 2. Jahrhundert v. Chr. wurde das Gebiet auf einer Karte des Königreiches der Zentralebene zum ersten Mal als Land Yeyu erwähnt, das während der Westlichen Han-Dynastie im Jahre 109 v. Chr. gegründet wurde. Vertreter unterschiedlicher, damals nicht-chinesischer Stämme, so der Dai, Bai, Yi und Naxi, siedelten rund um den Erhai-See. Chinesische Kaiser versuchten mehrfach erfolglos diese Stadt und das Gebiet unter ihre Kontrolle zu bringen. Mit Unterstützung der Tang-Dynastie vereinigte Häuptling Piloge (auch bekannt als Mengshe Zhao) schließlich sechs Stämme der Erhai-Region und gründete das Reich Nanzhao (738–902), dessen Einflussbereich bis nach Burma, Nordvietnam und Assam reichte. Es umfasste eine große Fläche des heutigen Yunnan und des nördlichen Burma sowie Teile von Sichuan und Guizhou. In dieser Zeit wurden die drei Pagoden des Chongshen-Tempels errichtet.
Anstelle von Nanzhao wurde 938 das Königreich Dali durch Duan Siping gegründet. In den 500 Jahren des Bestehens der Reiche Nanzhao bzw. Dali war die Stadt Dali das politische, wirtschaftliche und kulturelle Zentrum der Region. Um das Jahr 1000 soll Dali zu den 13 größten Städten der Welt gezählt haben.
Während der Yuan-Dynastie zerstörte der Mongolen-Herrscher Kublai Khan das Königreich Dali und errichtete an seiner Stelle die Provinz Yunnan, die er in sein Imperium eingliederte. Die Altstadt und der Palast wurden zerstört. Das politische Zentrum verlagerte sich damit von Dali nach Kunming. Dali erhielt den Namen Taihe und behielt diesen auch während der Ming- und Qing-Dynastien (1368–1911). Erst 1913 wurde es wieder in Dali umbenannt. Im Jahre 1983 wurden die Altstadt Dali und die neue Stadt Xiaguan sowie weitere Orte und Kreise rund um den Erhai-See zur heutigen Stadt Dali zusammengelegt.
Von 1856 bis 1872 war Dali der Hauptsitz der Panthay-Rebellion, die von Du Wenxiu angeführt wurde. 1857 fiel die Stadt an den aufständischen Sultan Suleiman Tu Wen Hsiu. Sie wurde am 15. Januar 1873 von den Kaiserlichen unter General Yang Yu-ko wieder eingenommen. Von den 50 000 Einwohnern wurden 30 000 abgeschlachtet. In die Provinzhauptstadt wurden 24 Kiepen mit abgeschnittenen Ohren geschickt, um die dortige Bevölkerung zu überzeugen, dass die Rebellion niedergeschlagen war. Noch 20 Jahre später lag ein großer Teil der Vororte in Trümmern. Der Kommandeur wurde zum Titai von Yunnan ernannt. Er herrschte daraufhin despotisch von Dali aus über die Provinz, was von der Zentralregierung bald als bedrohlich empfunden wurde. Man bestellte ihn nach Peking, um ihn zu ehren, von wo aus er dann nach Formosa gesandt wurde, um die eingefallenen Franzosen zu bekämpfen. Er fiel während dieses Feldzugs, wobei nicht klar ist, ob durch eine französische oder chinesische Kugel. Testamentarisch hinterließ er der Stadt seinen Yamen, um darin ein Kolleg für 70 Studenten einzurichten.

## Altstadt Dali
Die historische Altstadt Dali, auch Yeyu bzw. Zhonghezhen genannt, fungierte aufgrund ihres Bekanntheitsgrades auch als Namensgeber für das heutige städtische Verwaltungsgebiet rund um den Erhai-See, einschließlich der Neustadt Xiaguan. Sie liegt am Fuße des westlich gelegenen Cangshan-Gebirges und nur 10 Minuten entfernt vom östlichen Ufer des Erhai-Sees. Mit der 13 km südlich gelegenen Neustadt Xiaguan ist sie über eine Schnellstraße verbunden. Das historische Zentrum, das während der Mongolen-Herrschaft zerstört und in der Ming-Zeit wieder aufgebaut wurde, ist das touristische Highlight der Region. Die Stadt wurde errichtet in Form eines Quadrats mit einer Breite und Länge von jeweils 1,5 km und einem Umfang von 6 km. Teile der alten Stadtmauer mit einer Breite von 7 m und einer Höhe von 8 m sind im Süden und Westen erhalten, ebenso die Tore im Süden (Tong Hai), Norden (An Yuan), Osten (Chen En) und Westen (Cangshan).

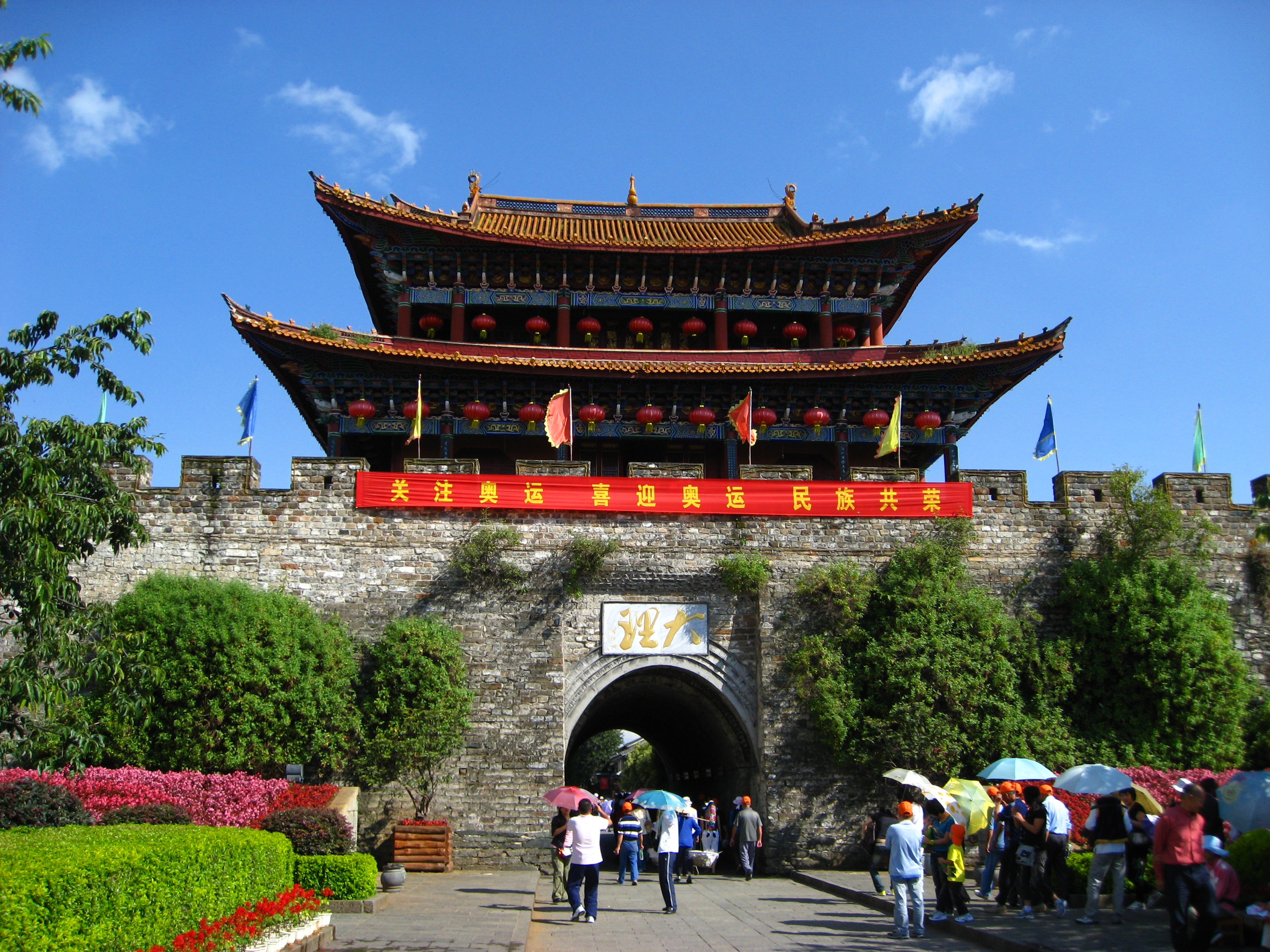
Südtor der Altstadt Dali
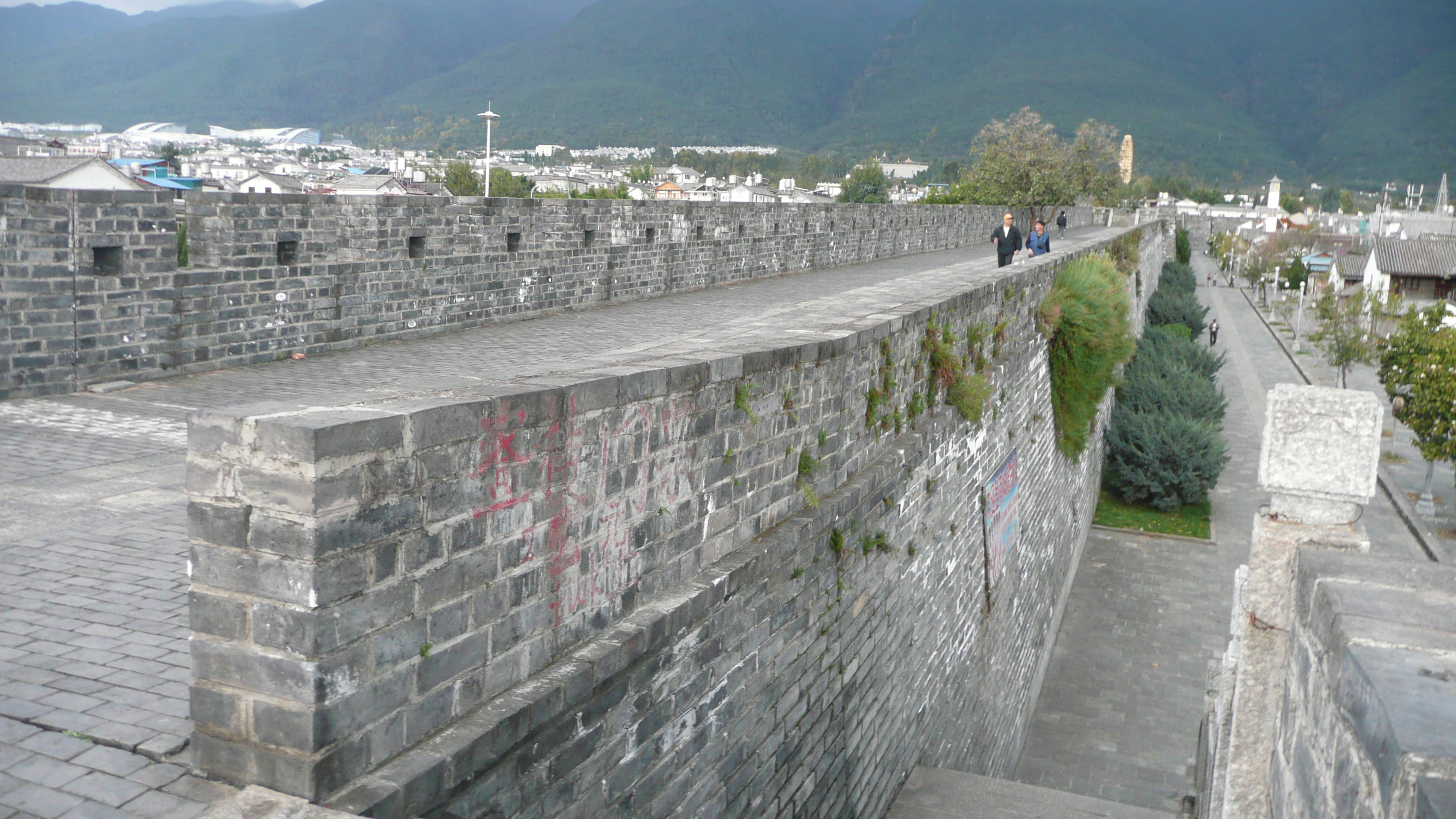
Südliche Stadtmauer
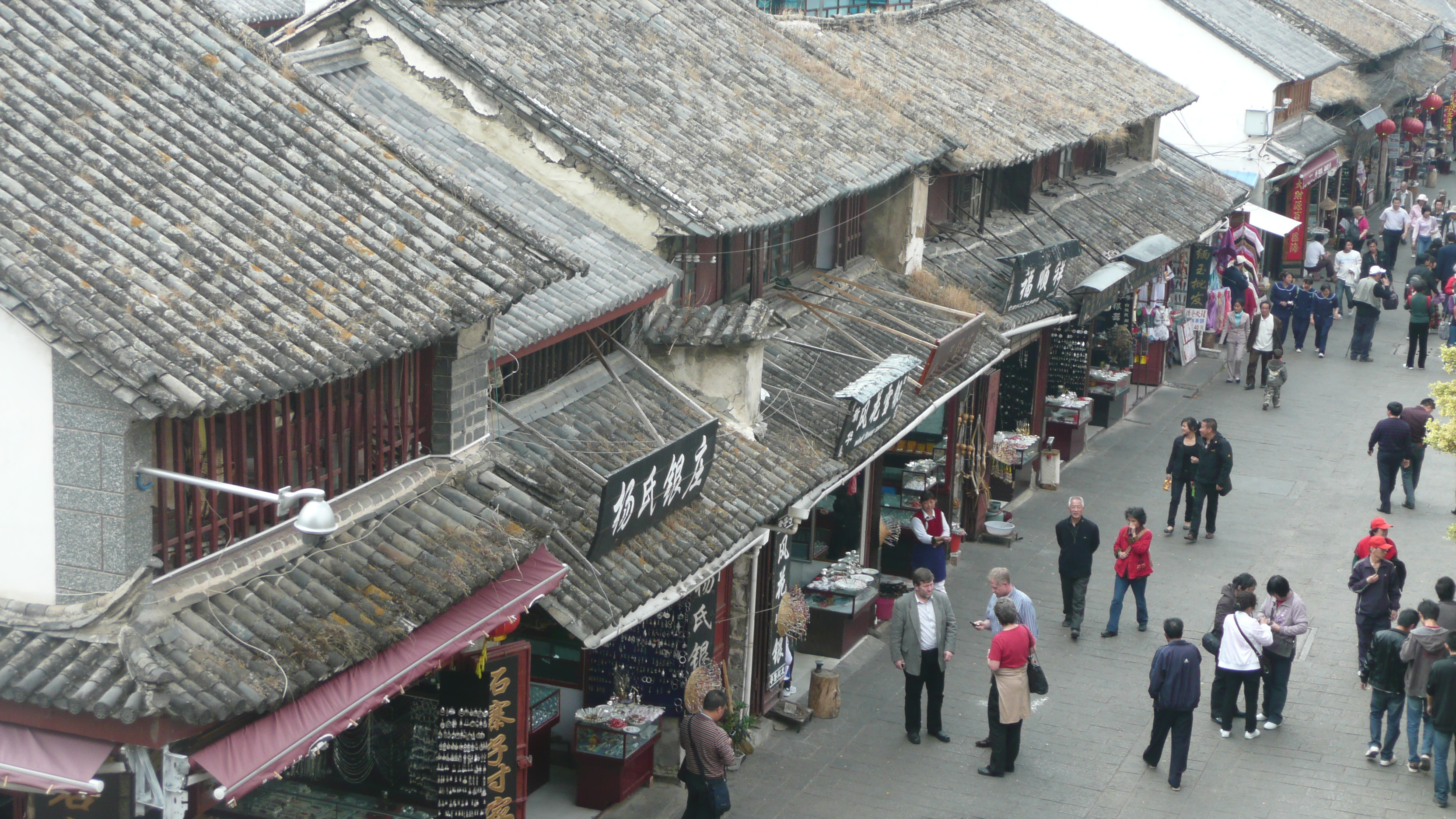
Blick auf die Altstadt Dali
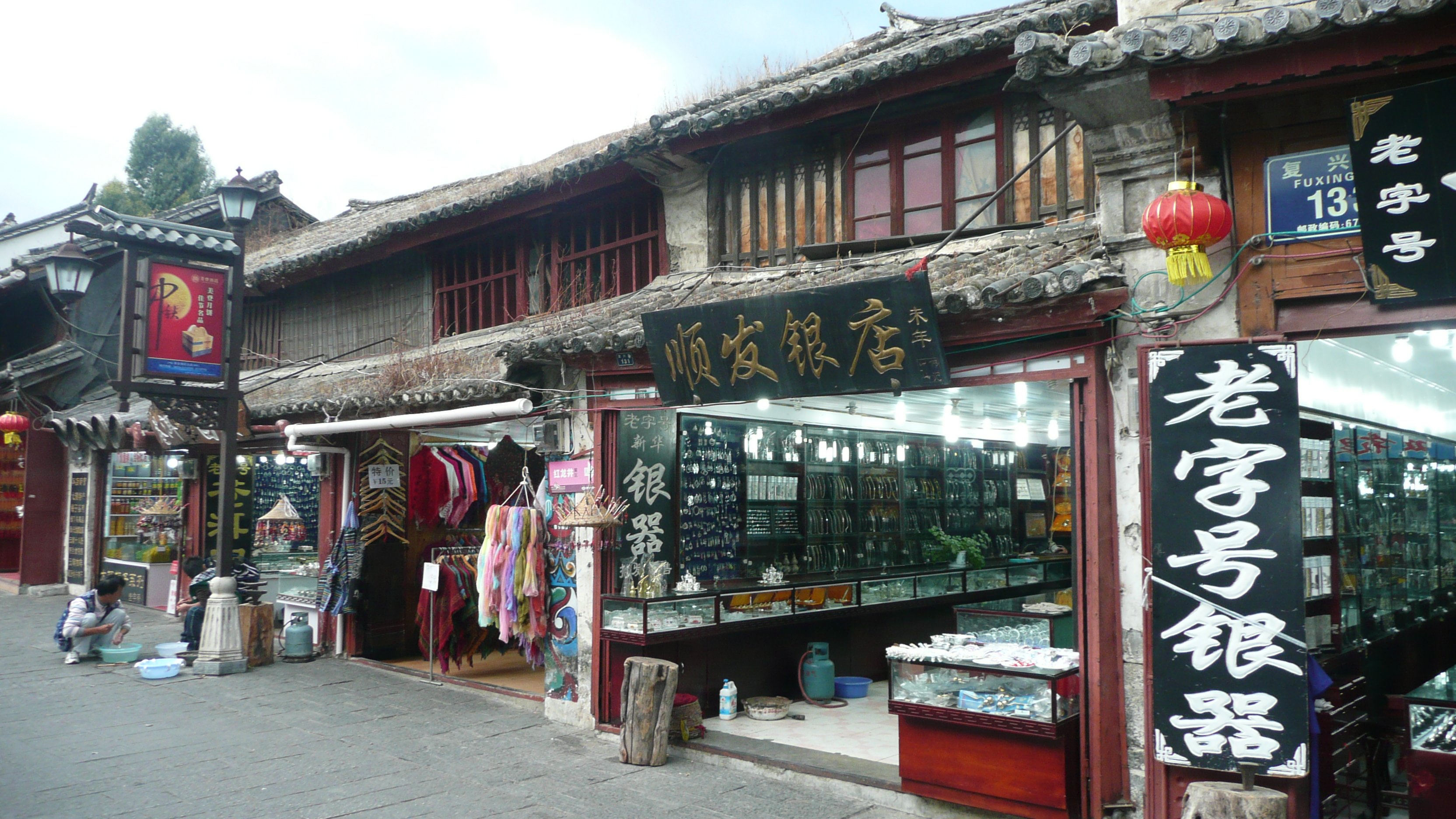
Historische Ladenstrasse
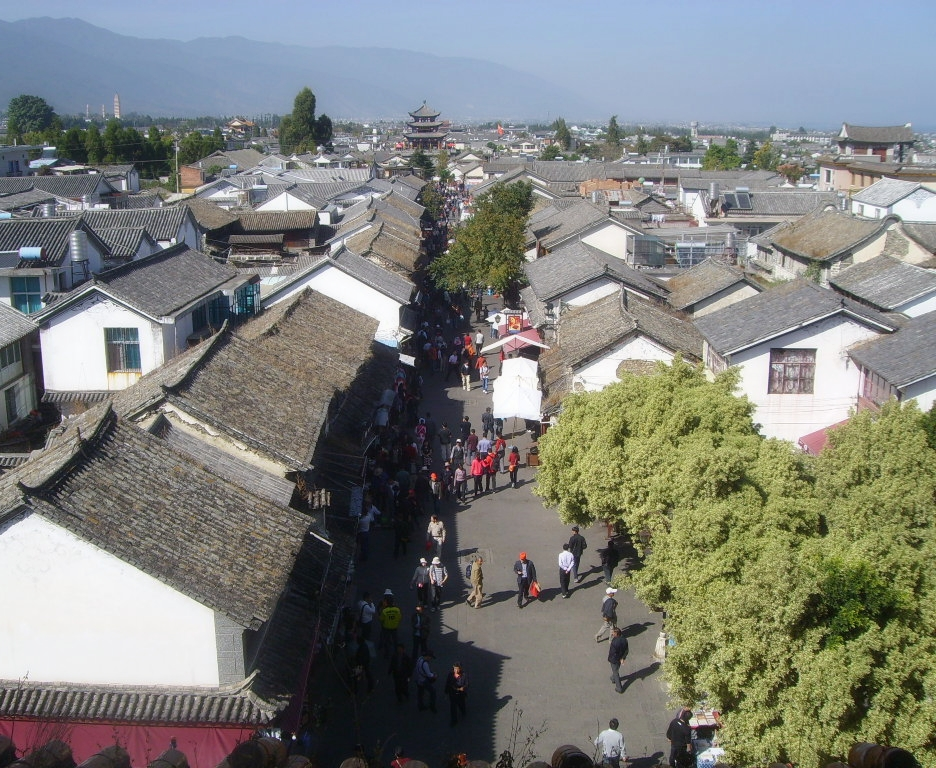
Übersicht über die Altstadt

## Verwaltungsgliederung
Auf Gemeindeebene setzt sich Dali aus drei Straßenvierteln, neun Großgemeinden und einer Nationalitätengemeinde zusammen. Diese sind (mit Einwohnerzahl bei der Volkszählung 2020):

Administrative Gliederung der Stadt Dali

- Straßenviertel Xiaguan (下关街道), 146.517 Ew.; Zentrum, Sitz der Stadtregierung;
- Straßenviertel Taihe (太和街道), 145.226 Ew.;
- Straßenviertel Manjiang (满江街道), 103.298 Ew.;
- Großgemeinde Dali (大理镇), 95.442 Ew.; Historisches Zentrum, Altstadt Dali
- Großgemeinde Fengyi (凤仪镇), 67.766 Ew.;
- Großgemeinde Xizhou (喜洲镇), 54.779 Ew.;
- Großgemeinde Haidong (海东镇), 32.411 Ew.;
- Großgemeinde Wase (挖色镇), 16.431 Ew.;
- Großgemeinde Wanqiao (湾桥镇), 21.130 Ew.;
- Großgemeinde Yinqiao (银桥镇), 27.090 Ew.;
- Großgemeinde Shuanglang (双廊镇), 17.899 Ew.;
- Großgemeinde Shangguan (上关镇), 17.899 Ew.;
- Gemeinde Taiyi der Yi (太邑彝族乡), 6574 Ew.

## Bevölkerung
Ethnien in der Stadt Dali im Jahr 2023
Ende 2023 hatte die Stadt Dali etwa 660.300 ständige Einwohner. Die ethnische Gliederung war die folgende: 446.600 (67,64 %) Bai, 22.300 (3,71 %) Yi, 162.400 (24,59 %) Han, 19.200 (2,90 %) Hui und 9.800 (1,16 %) andere Ethnien. Ungefähr 270.700 Personen lebten in ländlichen und 389.600 in städtischen Regionen.

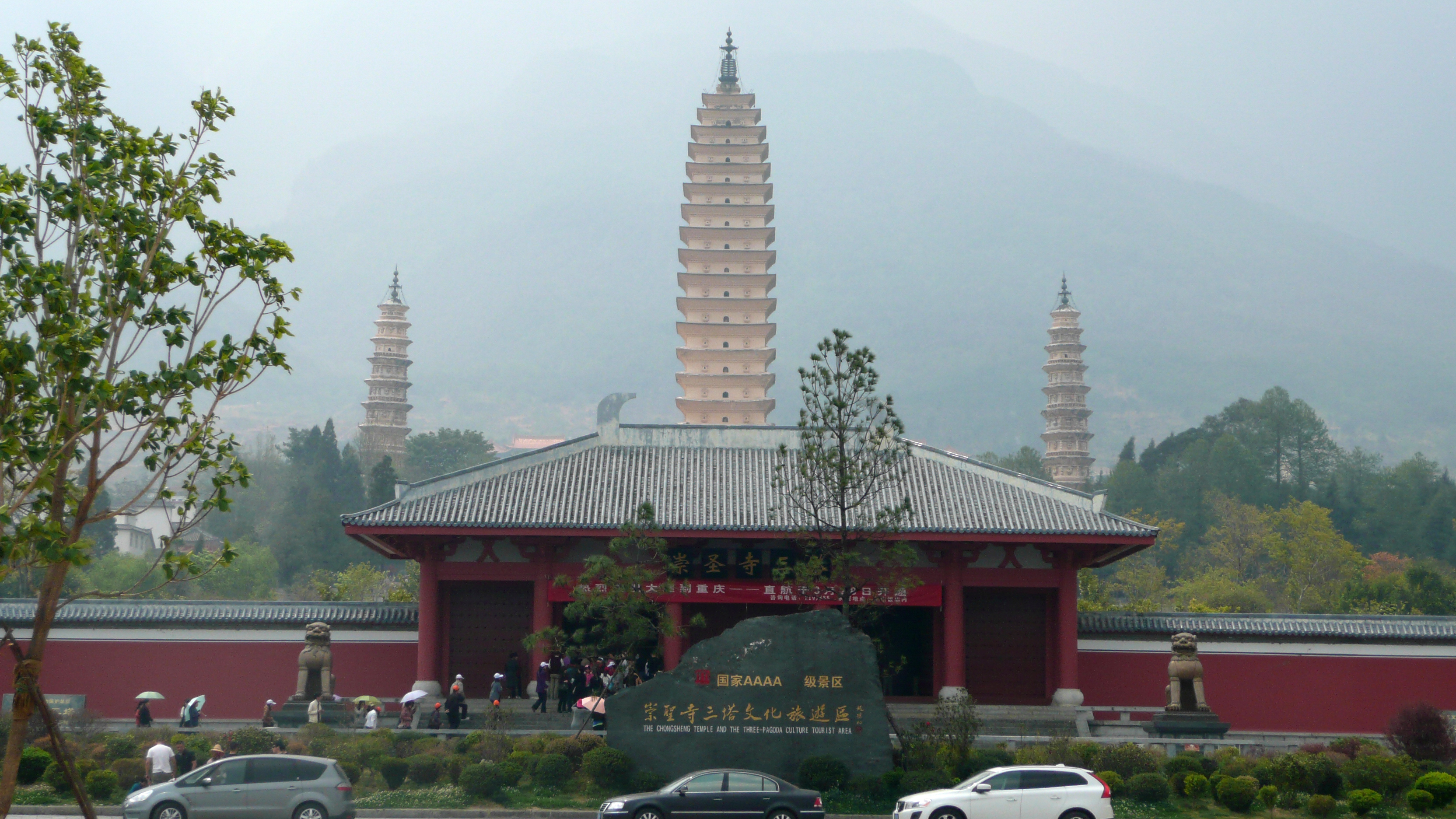
Die Drei Pagoden des Chongsheng-Tempels

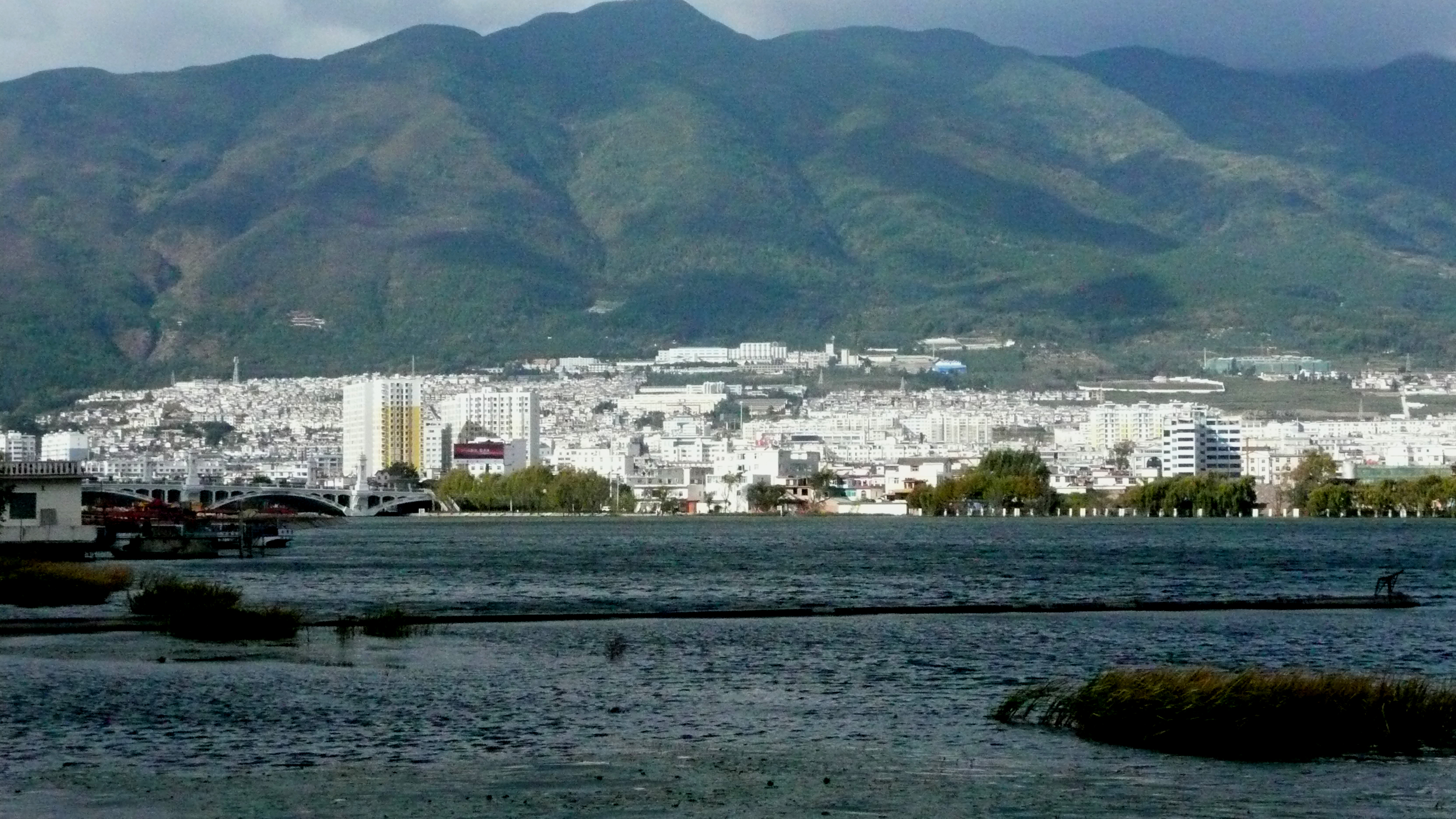
Blick vom Erhai-See auf Xiaguan und das Cangshan-Gebirge

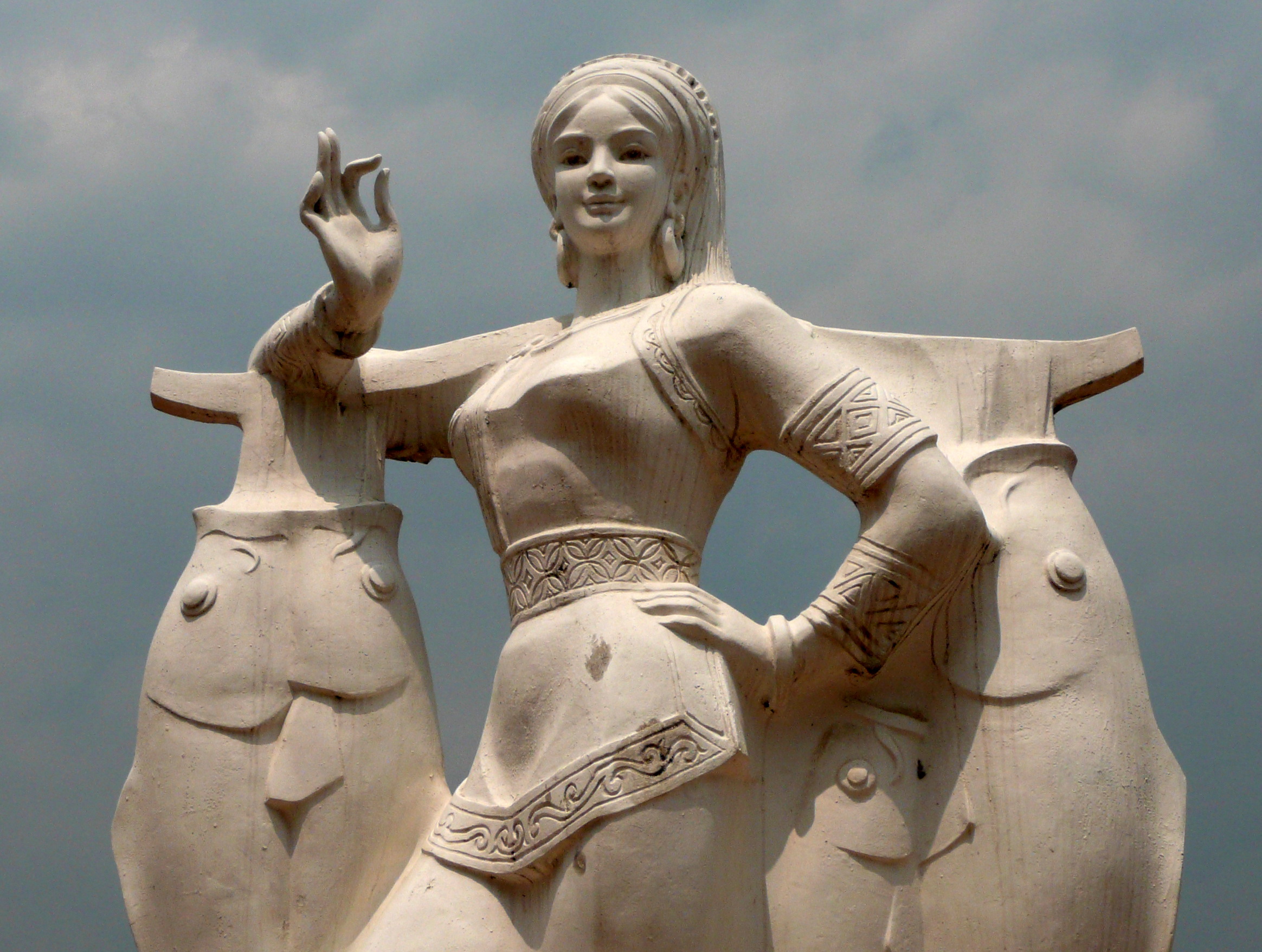
Fischermädchen am Südufer im Erhai-Park

## Wirtschaft

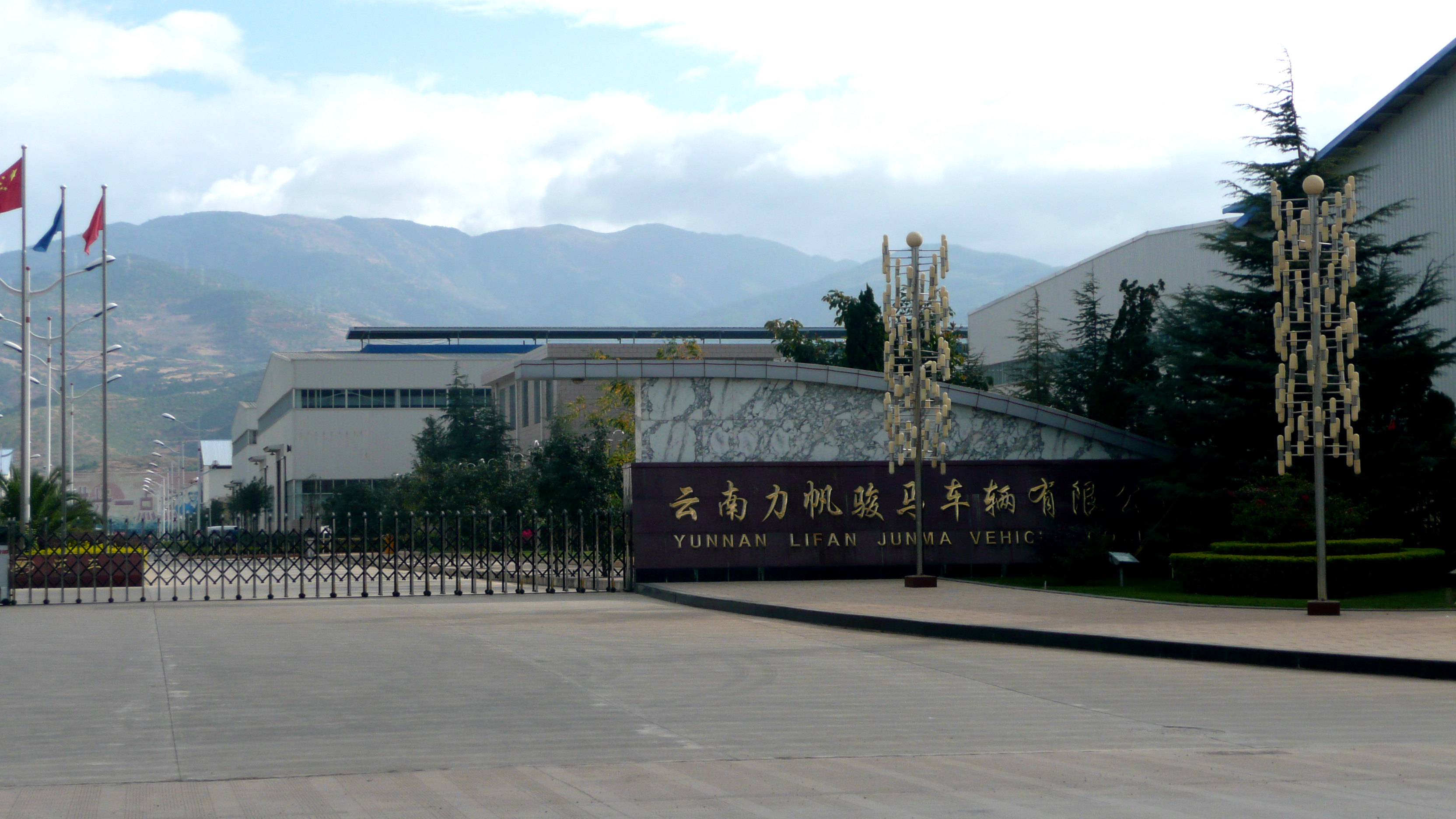
Lifan Yunma Fahrzeugwerk

Die Wirtschaft wird zu 52 % durch Industrie und zu 8 % durch Landwirtschaft geprägt. Die Tourismus-Wirtschaft hat einen Anteil von 40 %. Das Bruttoinlandsprodukt erreichte 2008 einen Wert von 14,26 Mrd. RMB. Ungeachtet der großen Bedeutung des Tourismus fördert die Stadtverwaltung die Ansiedlung von Industrieunternehmen in zwei Industrieparks am Ostufer des Erhai-Sees bzw. im Süden von Dali.
- Die Wirtschafts-Entwicklungszone (Dali Provincial Economic Development Zone) wurde 1992 gegründet und wird seit 2000 auch zu einer High-Tech-Zone ausgebaut. Sie erstreckt sich über das gesamte östliche Ufer des Erhai-Sees und wird nach Fertigstellung 116,68 km² umfassen. Sie gliedert sich in 4 Bereiche: 1.Tianjing Business Tourismus Gebiet, 2. Manjiang Industriegebiet für Life Sciences, 3. Industriegebiet für Neue Technologien und Materialien, Elektronik und Maschinenbau, 4.Haidong Neu-Stadt (Kreis Fengyi).
- Der Innovations- und Industrie-Park (Dali Innovation Industrial Park) befindet sich im südlich vom Erhai-See gelegenen Kreis Fengyi und gehört zu den 30 Schlüssel-Industrieparks der Provinz. Ein fünfspurige Straße verbindet den Industriepark mit der Neustadt Fengyi. Nach Fertigstellung soll der Park eine Fläche von 47,32 km² umfassen. Schwerpunkte bilden Automobilbau, Maschinenbau, Textilindustrie, Lebensmittel und Logistik. Im Park befinden sich 28 Unternehmen (Stand 2010). Dau gehören das Lifan-Yunma-Fahrzeugwerk, das Hongshan-Zementwerk, Fengxian Logistik, Dianxi Textilwerk sowie ein Lebensmittel-Industriepark.[10]

Dali verfügt über eine eigene Brauerei der China-Carlsberg-Gruppe, die das für die gesamte Region typische „Dali Bier“ herstellt.

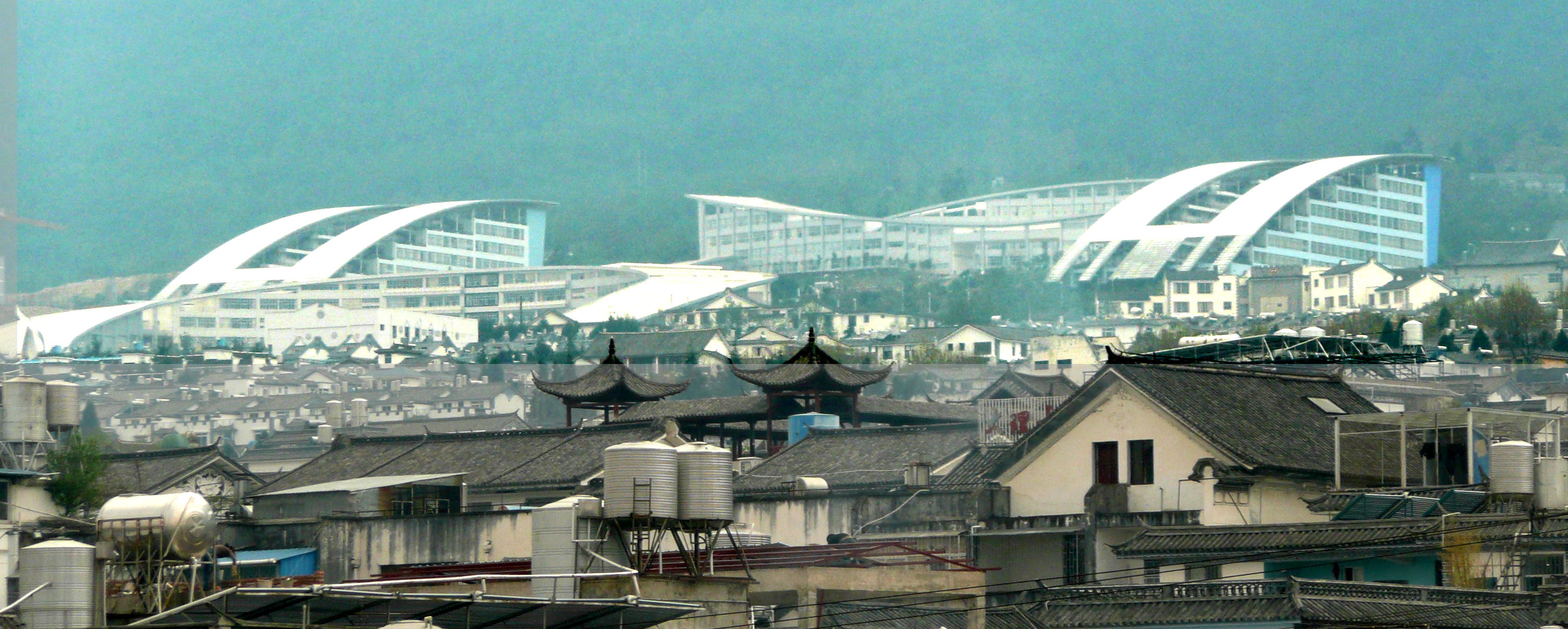
Der neue Campus der Hochschule Dali

## Bildung
Mit der Hochschule Dali verfügt Dali über eine Hochschule mit mehr als 1.200 Angestellten, an der mehr als 15.000 Studenten ausgebildet werden. Sie wurde im Jahr 2001 durch den Zusammenschluss der Medizinischen Hochschule, der Pädagogischen Hochschule, der Dali-Niederlassung der Hochschule für Rundfunk und Fernsehen der Provinz Yunnan sowie der Polytechnischen Hochschule Dali gegründet.

## Verkehr

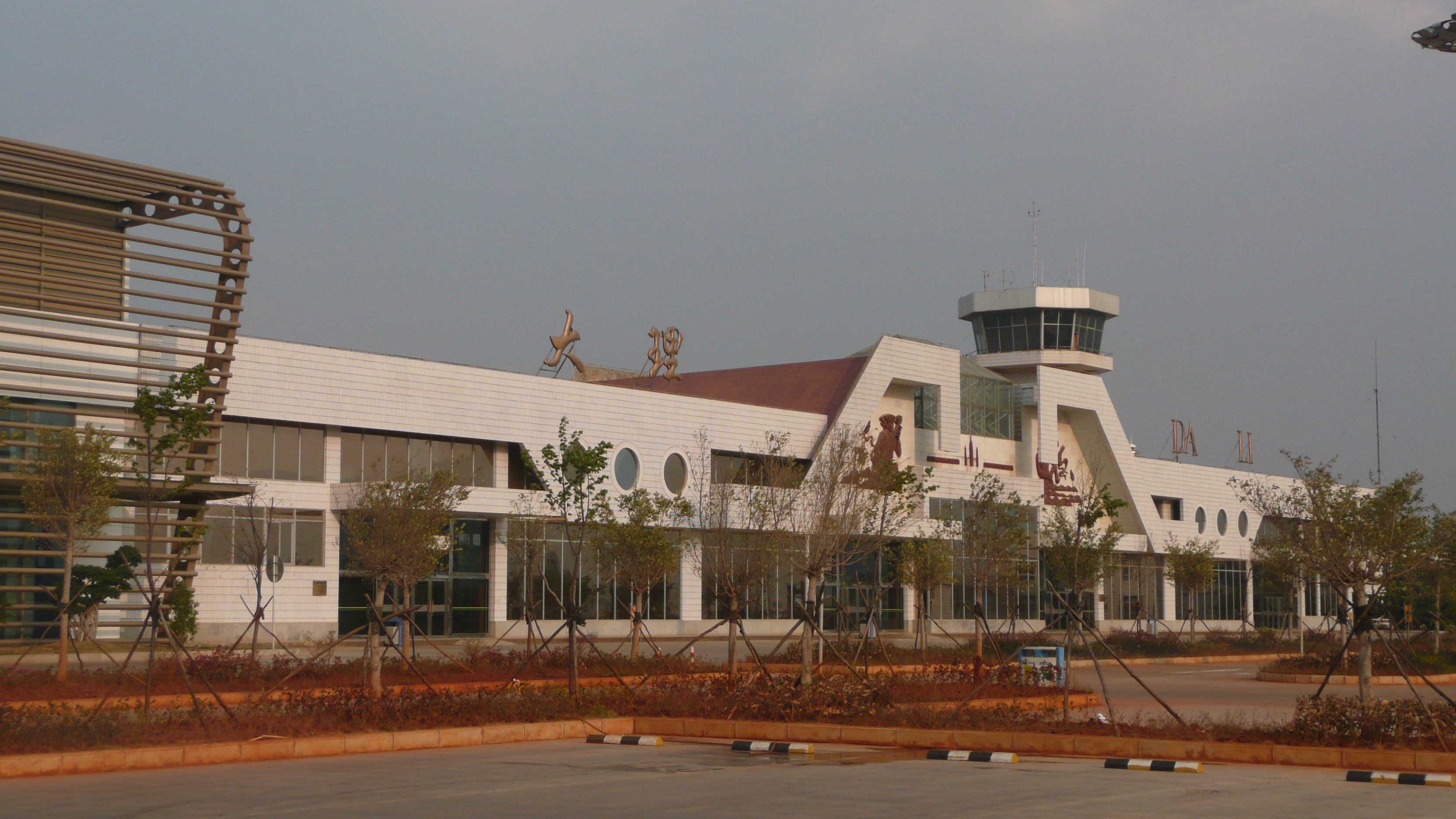
Flughafen Dali

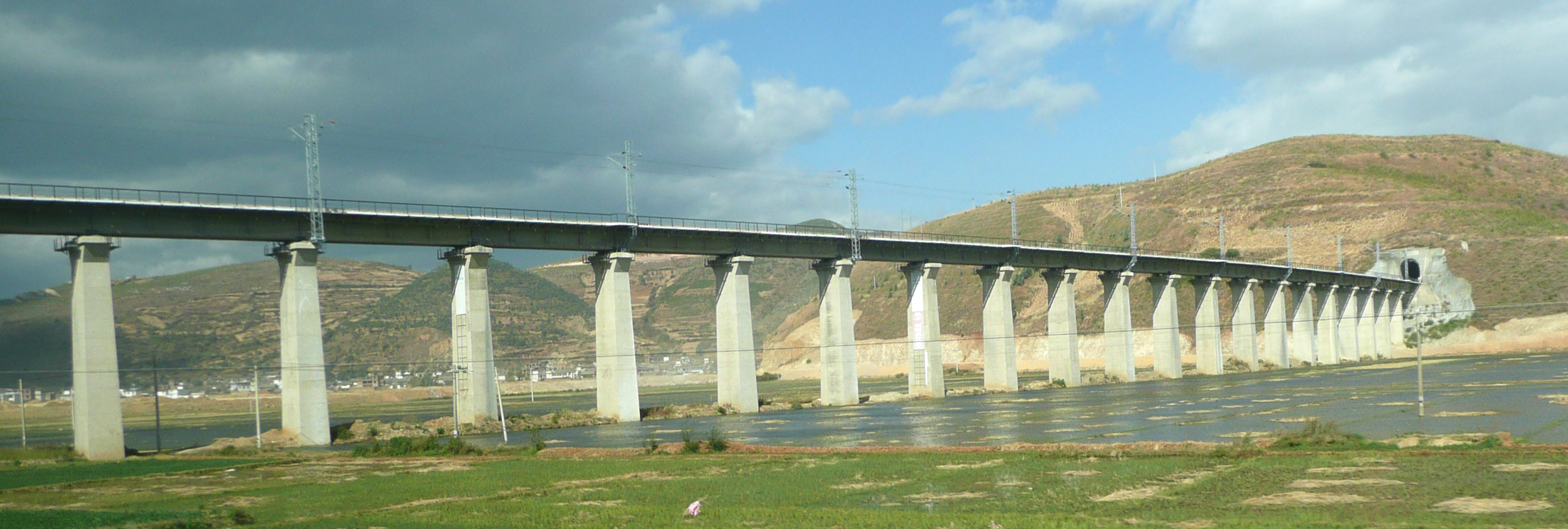
Dali-Lijiang-Eisenbahnverbindung

Einst lag Dali an der südlichen Seidenstraße, die nach Burma führte war ein Rastplatz für Karawanen. Auch heute bildet Dali einen Verkehrsknoten in der Region sowie nach Südwest-Asien und Süd-Asien. Schrittweise wurden und werden die Verbindungen per Straße, Bahn und Luft ausgebaut.
Dali ist mit den Nationalstraßen 320 und 214 verbunden. Täglich verbinden Busse Dali mit Kunming und Lijiang.
Mit dem Flughafen Dali verfügt die Stadt über einen Anschluss an den Luftverkehr.
Ab Dezember 2004 wurde an der Bahnstrecke Lijiang–Ruili gebaut, deren erster Abschnitt von Lijiang nach Dali am 28. September 2009 eröffnet wurde. Sie verläuft auf der östlichen Seite des Erhai-Sees und hat eine Gesamtlänge von 167 km. Eine vierstündige Bus-Fahrt konnte durch 1:30 Stunden Bahnfahrt ersetzt werden. Die Strecke entstand im Rahmen der Go-West-Strategie Chinas. 2022 ging die Verlängerung von Dali bis Baoshan in Betrieb. Täglich verkehren mehrfach Züge zwischen Dali und Kunming.

## Klima
Die Jahresdurchschnittstemperatur liegt bei 14,9 °C. Die Niederschlagsmenge beträgt 1051,1 mm pro Jahr. Im Durchschnitt umfasst die frostfreie Periode jährlich 228 Tage. Die Zahl der Sonnen-Stunden liegt bei 2.200 im Jahr. Aufgrund des Klimas, der Lage am Hochgebirge und am See, der Kultur und Geschichte wird Dali gelegentlich das „Genf des Ostens“ genannt.
|                       | Jan  | Feb  | Mär  | Apr  | Mai  | Jun   | Jul   | Aug   | Sep   | Okt   | Nov  | Dez  |   |         |
| Mittl. Tagesmax. (°C) | 15,6 | 17,0 | 19,9 | 22,7 | 24,9 | 24,9  | 24,6  | 24,4  | 23,4  | 21,2  | 18,3 | 16,0 | ⌀ | 21,1    |
| Mittl. Tagesmin. (°C) | 2,5  | 4,2  | 6,9  | 9,8  | 13,2 | 16,2  | 16,7  | 16,0  | 14,5  | 11,7  | 6,7  | 3,1  | ⌀ | 10,2    |
|                       |      |      |      |      |      |       |       |       |       |       |      |      |   |         |
| Niederschlag (mm)     | 19,1 | 29,0 | 35,9 | 23,3 | 75,0 | 165,4 | 185,3 | 217,0 | 160,1 | 107,4 | 33,3 | 12,4 | Σ | 1.063,2 |

| 2,5 |

| 4,2 |

| 6,9 |

| 9,8 |

| 13,2 |

| 16,2 |

| 16,7 |

| 16,0 |

| 14,5 |

| 11,7 |

| 6,7 |

| 3,1 |

| 2,5 |

| 4,2 |

| 6,9 |

| 9,8 |

| 13,2 |

| 16,2 |

| 16,7 |

| 16,0 |

| 14,5 |

| 11,7 |

| 6,7 |

| 3,1 |

| N i e d e r s c h l a g | 19,1 | 29,0 | 35,9 | 23,3 | 75,0 | 165,4 | 185,3 | 217,0 | 160,1 | 107,4 | 33,3 | 12,4 |
|                         | Jan  | Feb  | Mär  | Apr  | Mai  | Jun   | Jul   | Aug   | Sep   | Okt   | Nov  | Dez  |

## Persönlichkeiten
- Zhang Deshun (* 1996), Langstreckenläuferin